# انجمن رباتیک ایران

انجمن رباتیک ایران یکی از انجمنهای وابسته به شورای انجمن‌های علمی ایران است که زیر نظر وزارت علوم کار می‌کند.

## اهداف اولیه
گسترش تحقیقات علمی و عملی در سطح ملی و بین‌المللی با همکاری محققان و متخصصانی که به گونه‌ای با دانش و فناوری رباتیک سروکار دارند، همکاری با نهادهای اجرایی، علمی و پژوهشی و فناوری در زمینه ارزیابی و بازنگری و اجرای طرح‌ها و برنامه‌های مربوط به امور آموزش، پژوهش و فناوری در زمینه علمی موضوع فعالیت انجمن، ارائه خدمات آموزشی، پژوهشی و مشاوره مهندسی در زمینه‌های مرتبط با دانش و فناوری رباتیک، تولید و انتشار کتب، تدوین استانداردهای مرتبط، ارائه نشریات علمی در رده‌های مختلف (اطلاعات اولیه، تخصصی، جوانان، نوجوانان و غیره) در زمینه علمی موضوع فعالیت انجمن، انجام مطالعات لازم و کمک به گسترش زمینه‌های کاربری رباتیک در سازمان‌ها و مراکز صنعتی و خدماتی، تشویق و کمک به تأسیس واحدهای دانشجویی انجمن در دانشگاهها و مؤسسات آموزش عالی سراسری، آزاد و غیرانتفاعی، برگزاری سمینارها و گردهماییهای علمی، مسابقات و نظایر آن در سطح ملی، منطقه‌ای و بین‌المللی جهت رشد و ارتقاء سطح دانش، مهارت و خلّاقیّت شرکت‌کنندگان، ترغیب و تشویق پژوهشگران و تجلیل از محققان، صنعتگران و استادان ممتاز که به گونه‌ای با دانش و فناوری رباتیک سر و کار دارند، فراهم آوردن محیطی نشاط‌آور و صداقت‌محور برای تبادل دانش و مهارت اعضای انجمن، کمک به گسترش فرصت‌های اشتغال و ارتقاء رده آن، همچنین تقویت روحیه کارآفرینی در اعضای انجمن، کمک به ارتقاء سطح اعتماد، اعتبار، احترام و شأن متخصصان و کارشناسان در جامعه مخاطبین انجمن.

## چشم‌انداز
ایجاد یک بستر همکاری و تبادل اطلاعات علمی و فنّی در سطح ملّی و بین‌المللی برای اساتید و صاحب‌نظران، مدیران و کارشناسان صنعتی و بازرگانی، متخصّصان، دانشجویان و نیز افراد مستعدّ علاقمند که به گونه‌ای با دانش و فناوری رباتیک سر و کار دارند، به نحوی که:
۱- عضویت در انجمن برای افراد حقیقی و حقوقی مرتبط در کشور، خصوصاً دانشجویان رشته‌های وابسته، مایه اعتبار بلکه ضرورت تلقّی شود،
۲- مزایای عضویت در انجمن بارز و آشکار باشد،
۳- دستاوردهای انجمن در ارتقاء دانش و مهارت‌های فنی غیرقابل چشم‌پوشی باشد،
۴- اعتبار انجمن در مجامع بین‌المللی محرز باشد،
۵- ارگان‌های رسمی و دولتی، انجمن را در موضوع فعالیت آن یک مرجع صاحب‌نظر و مورد وثوق به حساب آورند،
۶- صنایع مرتبط، ارزش‌ها و اعتبارات انجمن را تبلیغ نمایند،
۷- ارتقاء سطح مهارت‌های زندگی و فعالیت گروهی در اعضای انجمن مشهود باشد.